# اللادينية في السعودية
اللادينية في السعودية من الصعب قياسها لأنه من غير الشرعي للأشخاص تغيير دينهم. تشمل اللادينية: اللاأدرية، الإلحاد، اللاألوهية، الفكر الحر، الإنسانية العلمانية، الربوبية، وغيرها من الاتجاهات. معظم الملحدين في السعودية يتواصلون مع بعضهم عن طريق الإنترنت.
حسب معهد غالوب (وهو يختلف عن معهد غالوب الرئيسي في واشنطن) ذكر 19٪ من 502 سعوديًا شملهم الاستطلاع أنهم «ليسوا متدينين» و5٪ قالوا إنهم «ملحدون مقتنعون». لكن التقرير واجه تشكيكًا في مدى دقته والطريقة التي اتبعها في قياس الإلحاد.
في مارس 2014، أصدرت وزارة الداخلية السعودية مرسومًا ملكيًا وصفت جميع الملحدين بالإرهابيين، والذي يعرّف الإرهاب بأنه «الدعوة إلى الفكر الإلحادي بأي شكل من الأشكال، أو التشكيك في أصول الدين الإسلامي الذي يقوم عليه هذا البلد».
يعاقب على الردة عن الإسلام بالإعدام في المملكة العربية السعودية.

## لادينيون بارزون
- عبد الله القصيمي - كاتب سعودي في القرن العشرين.[9]
- رنا أحمد - لاجئة سعودية في ألمانيا، مؤلفة وناشطة في مجال حقوق المرأة ومؤسسة منظمة إغاثة اللاجئين الملحدين.[10]
- أسامة بن احمد  -كيميائي سعودي و ناشط في مجال حقوق الأنسان يناير 2019.[11]
- حمزة كاشغري - شاعر سعودي[12] وكاتب عمود سابق في صحيفة البلاد السعودية اليومية.[13][14]